# 柳めぐみ
柳 めぐみ（やなぎ めぐみ、1984年4月9日 – ）は、日本の歌手、シンガーソングライター、女優。元Missing Linkメンバーで、ヤナキクメンバー。
大阪府高槻市出身、大阪府立大冠高等学校卒業。身長160 cm、血液型はA型。所属事務所はPKP→オンプエンタテイメント。

## 来歴
女性4人組ボーカルグループ・Missing LinkのリーダーMEGU（メグ）として2004年に音楽活動を開始すると、同ユニット在籍中よりソロ活動を開始。2012年、自ら作詞・作曲を手がけたファーストソロシングル「I Love The People」が映画『茜色の約束 サンバdo金魚』の主題歌に採用され、2月25日に配信にてリリースしてソロデビューを飾った。
2012年6月には映画『東京無印女子物語』で映画に初主演して、女優としてもデビュー。あわせて主題歌「Dear」及び挿入歌「もしもまた生まれ変わっても」も担当した。同日に公開された映画『あんてるさんの花』にも出演、あわせて挿入歌「君が教えてくれたこと」も担当している。
2012年7月、Missing Linkの正式な解散発表に伴い、ソロ活動に専念することとなる。ライブを中心に活動し、2013年8月には挿入歌「Promise You」を担当した映画『上京ものがたり』が公開、また同9月には主題歌「I Believe」を担当した映画『僕たちの高原ホテル』が公開された。
ソロ活動の一方で、2012年9月には同じく元Missing Linkメンバーの菊井彰子と2人で女性デュオヤナキクを結成し、同10月26日に自主レーベルよりデビューシングル「魅惑のLADY」をリリース。主にライブを中心に活動している。

## ディスコグラフィー

### シングル
1. I Love The People （2012年2月25日配信）
作詞・作曲：柳めぐみ、編曲：大川タツユキ
映画『茜色の約束 サンバdo金魚』 主題歌
2. Dear （2012年6月6日配信）
作詞：柳めぐみ、作曲・編曲：小西貴雄
映画『東京無印女子物語』 主題歌
3. もしもまた生まれ変わっても （2012年6月6日配信）
作詞・作曲：柳めぐみ、編曲：小西貴雄
映画『東京無印女子物語』 挿入歌
4. 君が教えてくれたこと （2012年6月6日配信）
作詞：柳めぐみ、作曲・編曲：小西貴雄
映画『あんてるさんの花』 挿入歌
5. Promise You （2013年8月14日配信）
作詞・作曲：柳めぐみ、編曲：大川タツユキ
映画『上京ものがたり』 挿入歌
6. I Believe （2013年9月25日配信）
作詞：柳めぐみ、作曲：柳めぐみ 小野隆
映画『僕たちの高原ホテル』 主題歌

## 出演

### 映画
- 東京無印女子物語（2012年、ベストブレーン） - 間宮冴子 役 主演
- あんてるさんの花（2012年、ムサシノ吉祥寺で映画を撮ろう!） - ちさと 役

### テレビドラマ
- 勇者ヨシヒコと悪霊の鍵 第1話（2012年10月12日、テレビ東京） - 村娘 役

### テレビ
- あほやねん!すきやねん!（2012年6月12日、NHK大阪放送局）

### インターネット
- WorldNet.TV ヤナキクTV602号室（2012年1月 - 2013年7月） - 毎月第3火曜日に生放送